# Тоглій
Тоглій або Ітилий (*д/н — після 1193) — половецький хан з лукоморських половців.

## Життєпис
Про батьків відсутні відомості. За О. Пріцаком, Тоглій походить від тюркського it-ogli, тобто син собаки. Очолював плем'я іт-огли. Напевне, був якимось родичем хана Кобяка.
У 1183 році разом з останнім брав участь у великому поході проти руських князівств. Втім у битві на Орелі половці зазнали нищівної поразки й Тоглій разом з сином потрапив у полон.
Звільнився напевне у 1184 році, уклавши шлюб доньки з сином Давида Ростиславича, князя Смоленського, — Мстислава, князя Вишгородського.
Втім Тоглій залишався ворогом руських князів. У 1190 році разом з половецьким князем Акушем та торкським князем Кондувдеєм здійснив грабіжницький похід на Поросся.
У 1193 році брав участь у перемовинах з руськими князями. Разом з іншими лукоморськими ханами перейшов Дніпро біля Канева, проте дії ханів з Бурчевичів зірвала перемовин. Подальша доля невідома.